# Mariano González Fernández
Cosme Mariano González Fernández (Lima, 26 de abril de 1968) es un abogado y político peruano. Fue ministro del Interior en julio de 2022 en el gobierno de Pedro Castillo, y ministro de Defensa en julio de 2016 en el gobierno de Pedro Pablo Kuczynski. Ha sido dos veces vicepresidente del Parlamento Andino.

## Biografía
Cosme Mariano nació el 26 de abril de 1968, en la ciudad peruana de Lima.
Obtuvo el título de abogado por la Universidad Nacional de San Agustín de Arequipa. Concluyó estudios de maestría en Derecho Constitucional en la Universidad de San Martín de Porres.

### Trayectoria
Ha formado parte del Programa de Gobernabilidad y Gerencia Política de la Universidad George Washington.
Ha sido Director Ejecutivo de la Dirección General de Migraciones del Ministerio del Interior del Perú, asesor de la Comisión de Inteligencia del Congreso de la República, Jefe de Gabinete del Ministerio de Defensa y del Ministerio del Interior.
Fue presidente de la Comisión de Infracciones y Sanciones de la Agencia Peruana de Cooperación Internacional. Ha sido consultor de organismos internacionales como el Fondo Mundial para la lucha contra el sida, la tuberculosis y la malaria (The Global Fund) y del Programa de las Naciones Unidas para el Desarrollo (PNUD) En el ejercicio privado del derecho ha sido abogado-socio de Gaceta Consultores y asociado del Estudio Cornejo Chávez. [cita requerida]

## Vida política

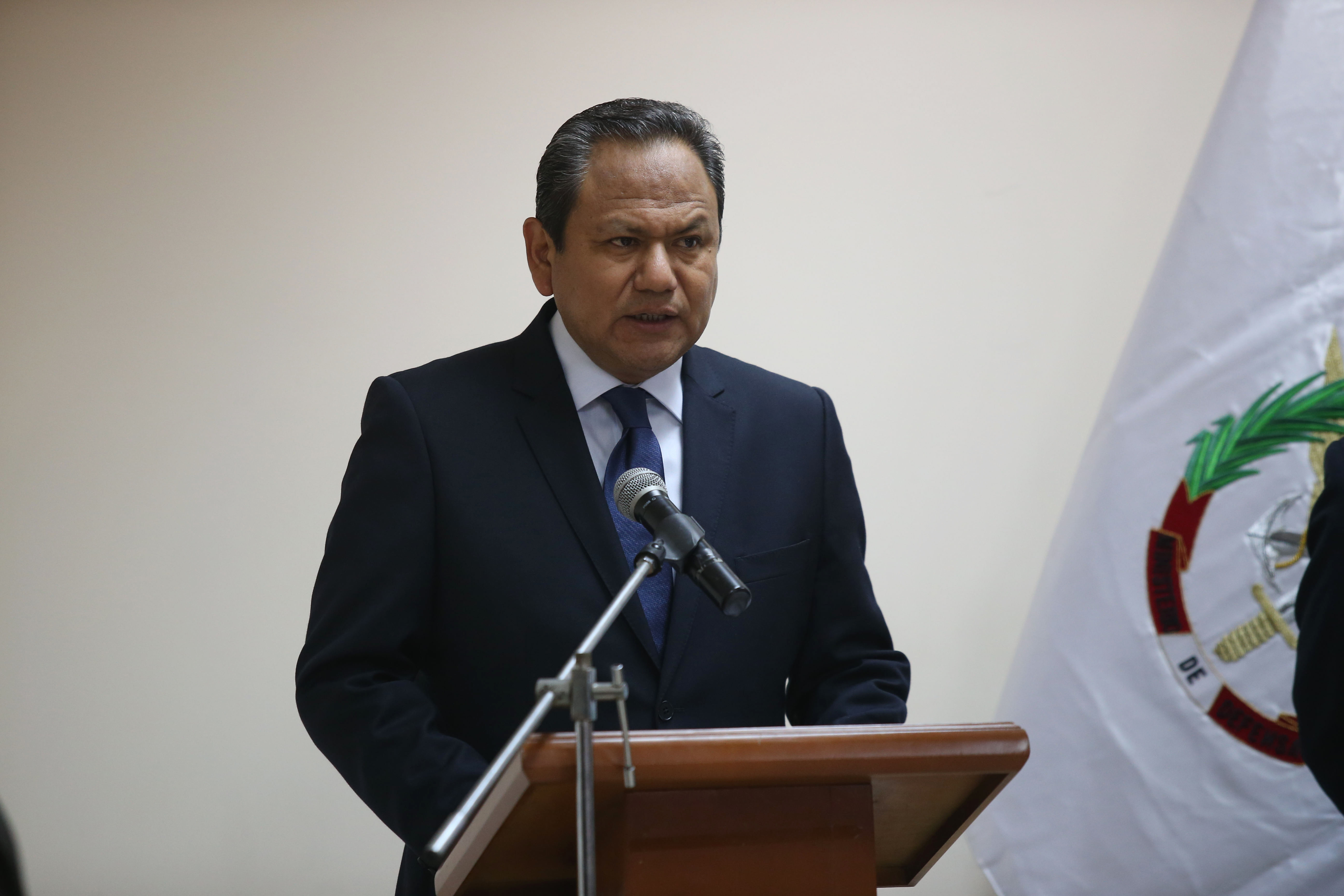
González en 2016.

### Ministro de Defensa
El 15 de julio del 2016 fue anunciado como futuro Ministro de Defensa por el entonces presidente electo Pedro Pablo Kuczynski; asumió ese cargo el 28 de julio de 2016. Renunció al  cargo el 28 de noviembre del 2016, un día después que se difundiera un informe periodístico que daba cuenta de su relación sentimental con su entonces asesora con quien contrajo matrimonio en mayo de 2017.

### Parlamentario Andino
Habiendo sido elegido como representante por el Perú para el Parlamento Andino en las elecciones del 2016 invitado por el partido Peruanos Por el Kambio, luego de renunciar al cargo de ministro solicitó su reincorporación a este organismo. Durante las sesiones de febrero de 2017 posicionó al cargo y se incorporó a la Comisión de Seguridad Regional, Desarrollo Sustentable, Soberanía y Seguridad Alimentaria (Comisión Tercera).
En julio del 2017 fue elegido Vicepresidente del Parlamento Andino por decisión unánime del pleno en la sede del organismo supranacional en Bogotá-Colombia. (4) En agosto del 2020 fue elegido nuevamente como vicepresidente del Parlamento Andino.

### Ministro del Interior
El 4 de julio de 2022, fue nombrado y posesionado por el presidente Pedro Castillo, como Ministro del Interior. El 19 del mismo mes, tras estar en el cargo 15 días, el presidente Castillo anunció su salida del gobierno. Desde entonces, acusó a Castillo por obstrucción a la justicia, a quien la Fiscalía investigaba por actos de corrupción.

## Vida privada
El 13 de mayo de 2017 se casó con su exasesora, la abogada Lissete Ortega Orbegoso, en una concurrida ceremonia en la que asistieron ministros de Estado, autoridades y altos mandos militares y policiales, el matrimonio concitó la atención de los medios de comunicación del país.
En noviembre del 2017 fue citado en el caso Odebrecht. La fiscalía inició una investigación preliminar por haber realizado una consultoría como abogado al Consorcio Vías Cusco a finales del 2015. En julio del 2019 la fiscalía dispuso el archivo de la investigación, decisión que fue recurrida por la procuraduría pública. Finalmente, en diciembre de 2020 la fiscalía dispuso el sobreseimiento de la causa excluyendo a Mariano González del Caso Odebrecht.